# Чоровода
Чоровода (алб. Çorovodë, Çorovoda) — місто на півдні Албанії. Адміністративний центр округу Скрапар. Населення 7 124 (2011).

## Географія
Розташований на річці Осумі, в середньому її течії, у впадання річки Чоровода в Осумі.

## Історія
Назва міста походить від болгарського словосполучення «Черна вода».

## Пам'ятки
Річка Осумі, що протікає через місто, утворює каньйон і печери. У каньйоні проводяться сплави на каяках. Інша пам'ятка — турецький міст Ura e Mesit через річку Чоровода.